# Karl McPhillips
Karl McPhillips (11 april 1988) is een Ierse schaker met een FIDE-rating van 2240 in 2005 en 2303 in 2016. Hij is Fide Meester (FM).
In februari 2005 won hij de Gonzaga Classics. In juli 2005 speelde hij in Dublin mee in het toernooi om het kampioenschap van Ierland en eindigde hij met 6.5 uit 9 op de derde plaats. In datzelfde jaar was hij een van de vier door de Ierse Schaakbond geselecteerde jongens voor het Wereldkampioenschap schaken voor junioren.
In 2011 en 2014 won hij de Armstrong Cup.